# John Mepples Spirito
John Mepples Spirito, también escrito John Maples Espiritto o John Meckpless Espiritto (San Pedro, California, Estados Unidos el 24 de junio de 1924) fue el nombre con el que se identificó el espía de la CIA capturado en 1960 o 1961 en las montañas de Escambray, en la Provincia de Sancti Spíritus en Cuba, cuando realizaba labores de inteligencia con miras a derrocar el régimen de Fidel Castro, quien además declaró (según él, por presiones del régimen cubano) haber estado involucrado en el asesinato, presuntamente por parte de la CIA, del líder Liberal y candidato presidencial colombiano de ideas socialistas, Jorge Eliécer Gaitán, haciendo labores de inteligencia. La fotografía de John Mepples Spirito puede observarse en el sitio web de los Archivos de Información de los Exiliados Cubanos.

## Llegada a Cuba y posterior captura
Declaró que parte de su misión inicial cuando llegó a Cuba a finales de 1957 fue la de controlar al volátil e indisciplinado William Alexander Morgan, otro agente de la CIA puesto en esa región contra Fulgencio Batista. Morgan se estaba desempeñando como segundo o tercer hombre en la cadena de mando en el Segundo Frente Nacional del Escambray, grupo guerrillero independiente a aquel que comandaba Fidel Castro. La estrategia de Allen W. Dulles era la de colocar espías tanto dentro del régimen en poder como dentro de la oposición. En este caso, John Mepples Spirito fue ubicado en el Segundo Frente Nacional del Escambray, dirigido por Eloy Gutiérrez Menoyo, quien combatía en guerra de guerrillas contra el régimen de Batista. Esto sucedía mientras Robert D. Wiecha se desempeñaba como oficial de la CIA en el consulado estadounidense de Santiago de Cuba. De acuerdo al exjefe de la Contrainteligencia del Ministerio del Interior de Cuba (MININT), General Fabián Escalante Font, Gutiérrez Menoyo nombró a Spirito capitán el mismo día de su arribo.
Durante el corto período --pocos meses-- en que el grupo guerrillero Segundo Frente Nacional del Escambray unió fuerza con el grupo revolucionario de Fidel Castro al inicio del establecimiento del gobierno revolucionario en enero de 1959, John Mepples, en su capacidad de Capitán, dio muerte a uno de sus compañeros. Por tal motivo, John Mepples fue arrestado el 26 de marzo de 1959 en Cuba, detenido en la prisión militar La Cabaña., juzgado en tribunal militar el Sábado 11 de abril del mismo año --junto con Austin Frank Young Jr., y Armando Molina Rosales-- y eventualmente liberado.
Posteriormente, ese mismo año, varios miembros del Segundo Frente Nacional del Escambray que no estaban de acuerdo con la política del gobierno revolucionario decidieron regresar a las montañas del Escambray para formar una guerrilla contrarrevolucionaria. John Mepples habría sido capturado entonces y culpado de realizar labores de inteligencia con miras a derrocar el régimen de Fidel Castro. John Mepples Spirito fue muy probablemente capturado durante los inicios la operación La Limpia del Escambray que tubo lugar entre finales de 1960 y principios de 1961, en la cual el recientemente establecido gobierno de Fidel Castro lanzó una ofensiva masiva, 70.000 hombres dirigidos por el comandante Dermidio Escalona, para exterminar los movimientos contrarrevolucionarios que operaban en la Sierra del Escambray.
En su libro "Bandidismo, derrota de la CIA en Cuba", de los exoficiales cubanos de la Seguridad del Estado Pedro Etcheverry y Santiago Oceguera, se plantea que Mepples fue capturado el 5 de diciembre de 1962 cuando intentaba abandonar el país, siendo sentenciado a 30 años. El agente dijo haber nacido en San Pedro, California, Estados Unidos el 24 de junio de 1924, de padres Sicilianos nacionalizados en Estados Unidos.
William Alexander Morgan fue capturado el 17 de octubre de 1960 mientras preparaba un alzamiento contrarrevolucionario, esta vez contra el régimen de Fidel Castro, y fusilado el 11 de marzo de 1961 muy probablemente como resultado de las declaraciones de John Mepples Spirito.

## Sus actividades en Colombia
En el vídeo documental elaborado por el Instituto Cubano del Arte e Industria Cinematográficos de Cuba hacia 1961, poco después de su captura, el agente revela en su testimonio que fue enviado a Colombia, a finales de los años 40´s, por el Centro Houston de la CIA para trabajar dentro del grupo de espionaje llamado Grupo 4, adjunto a la Embajada de Estados Unidos, para hacer labores de espionaje principalmente en la Universidad Nacional de Colombia en Bogotá, haciéndose pasar como estudiante italiano bajo el nombre de Georgio Ricco, y con miras a identificar a los organizadores y financiadores de los grupos comunistas.
Posteriormente, la misión de Spirito fue reenfocada en diseñar y ejecutar el complot para asesinar al jefe político del Partido Liberal y máximo favorito para ganar las elecciones presidenciales de Colombia, Jorge Eliécer Gaitán, bajo el nombre de “Operación Pantomima”. Explica que el jefe del Grupo 4, Tomás Elliot, había previamente tratado de sobornar al líder político para desvincularlo del país o de la política, y que al no aceptar el soborno le fue dada la misión de asesinarlo. Indica que otros miembros del Grupo 4 le presentaron a un individuo de nombre Juan Roa Sierra, de tendencias fascistas, que había hecho trabajos anteriores para la embajada. Confiesa que había organizado el asesinato de Gaitán con funcionarios de la embajada estadounidense en Bogotá, utilizando a Roa Sierra como asesino físico, además de algunos contactos con un profesor de la Universidad Nacional. Jorge Eliécer Gaitán fue asesinado el 9 de abril de 1948.
Este documental fue presentado a Gloria Gaitán, hija de Jorge Eliécer Gaitán, hacia 1961 o 1962 por invitación del Comandante Piñeros, jefe de la policía cubana de ese entonces (probablemente sería Manuel Piñeiro Losada, apodado Barbarroja, Jefe de Inteligencia del Buro-M). Gloria reconoció los detalles del intento de soborno, los cuales ella dijo que eran secretos. Años más tarde, el periodista colombiano Arturo Alape, autor del libro El Bogotazo, se le presentó el documental para entonces ya editado, al cual le grabó en forma subrepticia parte del audio. El documental nunca fue entregado a la opinión pública mundial, según explica Arturo Alape, debido a que la información entregada por el agente no era lo suficientemente confiable, aunque si convincente, para que el gobierno cubano la diera a conocer.
En el segundo semestre de 1980, John Mepples estaba en la prisión de Las Villas cuando el Teniente Coronel José Abrantes le comunicó a Carlos Cajaraville, en ese entonces jefe de contra-inteligencia del MININT, que había un reo que quería comprar su libertad contando su historia. Ese mismo año, Cajaraville y otros funcionarios estuvieron filmando y grabando en audio los interrogatorios a John Mepples para hacer un escándalo internacional; sin embargo, después de 15 días de trabajo, le ordenaron cancelarlo sin mayor explicación.
John Mepples efectívamente fue liberado. La información proporcionada fue probablemente suficiente para comprar su libertad y adquirir un respetable lugar donde vivir en El Vedado, en La Habana.
Cajaraville lo describió como un hombre de pelo ensortijado y canoso que hablaba un español muy fluido, al punto que tuvieron que pedirle que hablara algo en inglés para demostrar que lo hablaba. Igualmente, consideró que la gran cantidad de detalles proporcionados eran muy convincentes y que hasta algunos de ellos fueron confirmados por los contactos cubanos en Colombia. Sin embargo, cuando los oficiales cubanos le preguntaron a Mepples si Juan Roa Sierra fue el verdadero asesino o solo una víctima, el agente evadió la respuesta. Una vez salió de la cárcel se fue a vivir con una cubana, hermana de uno de sus compañeros de reclusión, que había conocido mientras estaba en la prisión.
En 1988, Arturo Alape visitó a John Mapples en su apartamento de El Vedado, cercano al Hotel Nacional de La Habana, por intermedio del Ministerio del Interior de Cuba. Esta vez, Mepples se limitó a indicar que la información entregada en ese entonces había sido “floreada”, es decir arreglada para ser creíble con el objeto de sobrevivir. Posteriormente un periodista del Miami Herald reportó que el agente había abandonado Cuba rumbo a Miami, reclutándose nuevamente en la CIA, perdiéndose su rastro desde ese entonces.

## Investigación deficiente
Se desconoce la existencia de alguna otra fuente sólida de información que de soporte a las afirmaciones del agente Mepples. Solo se tiene la confirmación de Gloria Gaitán del intento de soborno mencionado en la película y la llamada del entonces empresario y político Yesid Castaño en 1993 a Gloria Gaitán, indicando que el supuesto jefe del Grupo 4 Tomás Elliot habría entregado, antes de morir de cáncer, todos sus archivos de las actividades de la CIA en el país, incluyendo la organización del asesinato de Jorge Eliécer Gaitán, a su amigo cercano, el señor Antonio Robayo Ferro, dueño de la cadena nacional de comidas Kokorico, diciéndole además que este estaba dispuesto a darle a conocer esta información. Hasta el momento, esa documentación no se ha dado a conocer y se desconoce si algún organismo de Colombia haya iniciado alguna investigación a este respecto. Robayo falleció en el año 2003, siendo una de las víctimas fatales del atentado al Club El Nogal realizado por la entonces guerrilla de las FARC-EP, como parte de la guerra que esta libraba contra el Estado colombiano.
Si las afirmaciones de este agente son verdaderas, el agente estaría infiltrado dentro de los grupos estudiantiles, tanto de los seguidores de Gaitán como de los estudiantes comunistas. Ellos, más los estudiantes que llegaron de otros países (entre esos Argentina, Venezuela, Cuba, México y Panamá) para el Congreso de Estudiantes Latinoamericanos, estaban deseosos de protestar contra la IX Conferencia Panamericana liderada por Estados Unidos, que se desarrollaba paralelamente en la misma ciudad, Bogotá, conferencia que dio origen a lo que se conoció posteriormente como la Organización de Estados Americanos (OEA). Es muy probable que John Mepples Spirito haya podido ver entre los recién llegados a un joven estudiante de nombre Fidel Castro, en ese entonces todavía no adscrito al comunismo, que promovía animosamente la Conferencia Estudiantil, entre otras formas, haciendo presentaciones públicas en la Universidad Nacional.
Los videos y grabaciones hechas a John Mepples Spirito deben estar aun en los depósitos del Ministerio del Interior de Cuba. Se desconoce si el gobierno colombiano ha hecho o hará alguna petición formal al gobierno de Cuba para que le entregue originales o copias de estos importantes archivos, para así esclarecer la muerte de Jorge Eliécer Gaitán. No se sabe si alguna vez la justicia colombiana hará las investigaciones del caso para confirmar la información, hasta ahora desconocida, de las declaraciones de Mepples. Los archivos abiertos por la entonces KGB (agencia de inteligencia soviética) podrían dar mayor luz sobre quien sería este personaje.
Varios estudiosos del tema de la muerte de Gaitán, entre ellos Arturo Alape (fallecido en 2006) y Gloria Gaitán, además de algunos periodistas colombianos, han propuesto que el caso Gaitán sea estudiado por un tribunal internacional de justicia debido al poco o nulo interés de la justicia colombiana, para que sea este el que solicite al gobierno estadounidense que se desclasifiquen los archivos de la CIA referentes a este hecho; que se entreguen los papeles de Scotland Yard que no fueron incluidos en el proceso de ese entonces, incluyendo la correspondencia entre Juan Roa Sierra y la organización Rosacruz con sede en California; que se entreguen las grabaciones y vídeos de las declaraciones de Mepples Spirito hechas en Cuba; que se entregue la presunta documentación que hubiera tenido en su poder antes de su muerte el señor Antonio Robayo (que podría estar ahora en manos de su familia), entonces también copropietario de Diners y del antiguo Banco Superior de Colombia; que se investiguen los archivos que fueron abiertos en su momento por la KGB o se solicite al gobierno ruso (propietarios actuales de los archivos soviéticos) que entregue información adicional de este tema si la tiene. Ese tribunal bien podría ser el Tribunal Internacional de Justicia de las Naciones Unidas, con sede en España.
El 9 de abril de 2018, 70 años después del magnicidio de Gaitán, la Comisión de la Verdad de Colombia (comisión creada en el marco del Acuerdo de paz entre el gobierno colombiano y las FARC-EP) anunció que solicitará a la Fiscalía General de la Nación declarar este crimen como delito de lesa humanidad, para así reabrir la investigación sobre las verdaderas causas que motivaron el asesinato.

## Contexto histórico
- 18 de diciembre de 1947 - La CIA fue creada - Agentes del FBI transferidos a la CIA.
- 9 de abril de 1948 - Asesinato de Jorge Eliécer Gaitán - Bogotazo
- 1 de enero de 1959 - Revolución cubana
- 15 al 19 de abril de 1961 - Invasión de Bahía de Cochinos
- 21 al 29 de octubre de 1962 - Crisis de los misiles de Cuba